# Balatongyörök
Balatongyörök è un comune dell'Ungheria di 1 021 abitanti (dati 2013). È situato nella contea di Zala, sulla sponda settentrionale del lago Balaton.